# Syv sanger
Syv sanger (Noors voor Zeven liederen) is een compositie van Johan Kvandal. Het zijn deels toonzettingen van gedichten van Lissa Monrad Johansen voor zangstem en piano. Lissa Monrad Johansen (1895-1963) was Kvandals moeder.
De zeven liederen zijn:
1. Hugleik (Lissa)
2. Hadulaikar (Lissa)
3. Stridsmannen og Dauden (Lissa)
4. Vårvon (Lissa)
5. Or Skirnesmål (uit Snorres Edda)
6. Or Helge Hundingsbane (uit Snorres Edda)
7. Barnerim (volksliedje)